# Монтанера
Монтанера (итал. Montanera) — коммуна в Италии, располагается в регионе Пьемонт, в провинции Кунео.
Население составляет 765 человек (2008 г.), плотность населения составляет 70 чел./км². Занимает площадь 11 км². Почтовый индекс — 12040. Телефонный код — 0171.
Покровителем коммуны почитается святой Магн из Кунео, празднование в первое воскресение августа.

## Демография
Динамика населения:

## Города-побратимы
- Валь-де-Бои, Испания

## Администрация коммуны
- Официальный сайт: